# 오스킬강
오스킬강 또는 오스콜강(우크라이나어: Оскiл; 러시아어: Оскол)은 러시아와 우크라이나를 남쪽으로 흐르는 강이다. 이 강은 대략 쿠르스크와 보로네시 사이에서 발원하여 남쪽으로 흘러 남동쪽으로 흘러 돈강과 합류하는 시베르스키도네츠강과 합류한다. 길이는 472 킬로미터 (293 mi)이며, 유역 면적은 14,800 제곱킬로미터 (5,700 mi2)이다.
이 강은 중앙 러시아 고지에서 발원하여 러시아의 쿠르스크주와 벨고로드주를 거쳐 우크라이나 하르키우주 동부를 지나 시베르스키도네츠강과 합류한다. 홍수 방지 및 전기 공급을 위해 1958년에 인공 호수인 오스킬 저수지가 조성되었다.
오스킬강을 따라 여러 마을이 있다. 러시아에는 스타리오스콜, 노비오스콜, 발루이키가 있고, 우크라이나에는 쿠피얀스크, 쿠피얀스크-부즐로비이, 키우샤리우카, 보로바 (하르키우주 이지움 라이온), 드보리치나가 있다.
2022년 3월 31일, 러시아의 우크라이나 침공 중 오스킬 댐이 파괴되었다. 2022년 9월, 2022년 우크라이나 하르키우 역공에 저항하기 위해 러시아군은 오스킬강을 방어 장벽으로 사용하려 했으나 실패했다.